# 友達以上、恋人未満 (WEBドラマ)
友達以上、恋人未満（ともだちいじょう、こいびとみまん）は、2021年2月19日から動画配信サービス「Netelly」公式YouTubeにて配信のWEBドラマ。

## あらすじ
マッチングアプリで出会いセックスフレンドになってしまった男女の恋愛ドラマ。

## 登場人物
出典

### 主要人物
- 三輪可乃子（みわ かのこ）

演：佐咲日菜
- 玉田秀介（たまだ しゅうすけ）

演：鈴木研
- 森山雫（もりやま しずく）

演：鈴木あかり

### エキストラ
- 立直花子
- 砂田聖也
- 林英馬

## スタッフ
出典
- 監督・脚本：深谷晃成
- 制作：佐藤新太、もりみさき、尾崎果奈、箸本のぞみ、大垣友
- 撮影・編集：村上岳
- 撮影助手：齋藤工
- 録音・MA[注 1]：野原啓太
- ヘアメイク：安藤メイ
- プロデューサー・監督助手：岸本拓之
- 制作協力：第27班

## エンディングテーマ
『夜道の先に』
作曲 - 大垣友

## 配信日程
| 配信日        | タイトル                                                           |
| ------------- | ------------------------------------------------------------------ |
| 2021年2月15日 | 『友達以上、恋人未満』予告編 - Netellyオリジナルシリーズ - YouTube |

| 話数 | 配信日        | タイトル                                     |
| ---- | ------------- | -------------------------------------------- |
| 1    | 2021年2月19日 | 彼とは"マッチングアプリ"で出会った - YouTube |
| 2    | 2021年4月22日 | 薬局でコンドームを買う - YouTube             |
| 3    | 2021年5月1日  | 私たちって、セフレ？ - YouTube               |
| 4    | 2021年5月8日  | ただ、触れただけ。 - YouTube                 |